# Carnevale di Castelnuovo al Volturno
Il Carnevale di Castelnuovo al Volturno è una delle feste in costume più antiche e suggestive d’Italia.
Si tiene a Castelnuovo al Volturno, frazione di Rocchetta al Volturno in Molise, l'ultima domenica di Carnevale. La sua maschera principale è l'Uomo-Cervo.
 

La manifestazione, interrotta con l'avvento della Seconda Guerra Mondiale, è stata rimessa in piedi nel 1993.

## Il Carnevale
Dopo l’intrattenimento di gruppi folcloristici, le luci si abbassano ed irrompono nella piazza di Castelnuovo le Janare urlanti guidate dal Maone. Le prime fanno una macabra danza intorno al fuoco mentre il secondo intimorisce gli spettatori con il suo sguardo. Ad un certo punto le urla delle Janare vengono sostituite da quelle dell'Uomo-Cervo che scende di corsa in piazza, urla, distrugge tutto ciò che incontra e si scaglia contro gli spettatori. La sua furia viene fermata solo dalla Donna-Cervo con cui danza e si abbraccia. Però i due ricominciano a fare baldoria insieme fino a quando non arriva in piazza il Martino che, dopo un lungo combattimento, riesce a catturare  i cervi. Si avvicina poi una popolana che li prende in giro e dà loro da mangiare. L'Uomo-Cervo però si libera ed insegue la popolana, che scappa. I due cervi vengono così condannati a morte ed uccisi da un cacciatore che però soffia nelle loro orecchie e li fa tornare in vita docili e pacifici.

## Le maschere

### L'Uomo-Cervo
È il personaggio più importante del carnevale. Ha il viso e le mani dipinte di nero ed è coperto di pelli caprine per la maggior parte marroni. Ha campanacci appesi a tracolla e, sul grosso copricapo, sono attaccati dei veri palchi di cervo. Viene anche chiamato "Gl' Cierv".

### La Donna-Cervo
È la compagna dell'Uomo-Cervo e subisce la sua stessa sorte. È anch'essa vestita con pelli di capra ma, a differenza di questo, non ha i palchi e la pancia ed il petto sono chiari. Anche lei ha la faccia e le mani tinte di nero, ma intorno agli occhi viene truccata di colore bianco. Ha meno campanacci del Cervo e ce li ha appesi al petto. A differenza di molti altri carnevali italiani in cui maschere femminili sono interpretate da uomini, sotto il costume della Cerva c'è una donna.

### Il Maone
Guida le Janare. È vestito con lunge pelli di capra, bianche sul tronco e marroni e con i peli più lunghi sulla testa a mo' di capelli. Ha una spaventosa maschera pelosa e porta un bastone alla sommità del quale ci sono due piccoli palchi di cervide e lungo di esso pendono lunghi peli e nastri.

### Le Janare
Sono piccole streghe e, come dice il nome, sono seguace della dea Diana. Indossano un vestito di pelliccia nera e portano in mano dei campanacci. Il volto è coperto da una maschera nera e sulla testa hanno parrucche di paglia. Sono interpretate da bambine.

### Il Martino
Può essere definito un "pulcinella molisano". È interamente vestito di bianco. Ha un lungo mantello ed un copricapo a punta.

### Il Cacciatore
È in realtà uno sciamano che riporta in vita i due cervi. Indossa un pantalone ocra, una camicia verde a quadri, un mantello ed un cappello da cacciatore. Porta un fucile.

### Le popolane
Possono essere più di una e sono vestite con abiti tradizionali. Prendono in giro i cervi, si lamentano del fatto che questi abbiano danneggiato il loro orto ed infine danno loro da mangiare. Parlano in molisano.

## Scambi culturali con maschere simili
- Carnevale Europeo delle Maschere Zoomorfe a Isernia (2023, 2024)
- Krampus di Vallarsa (2024, 2025);
- Orso di Putignano (2025);

## Galleria d'immagini

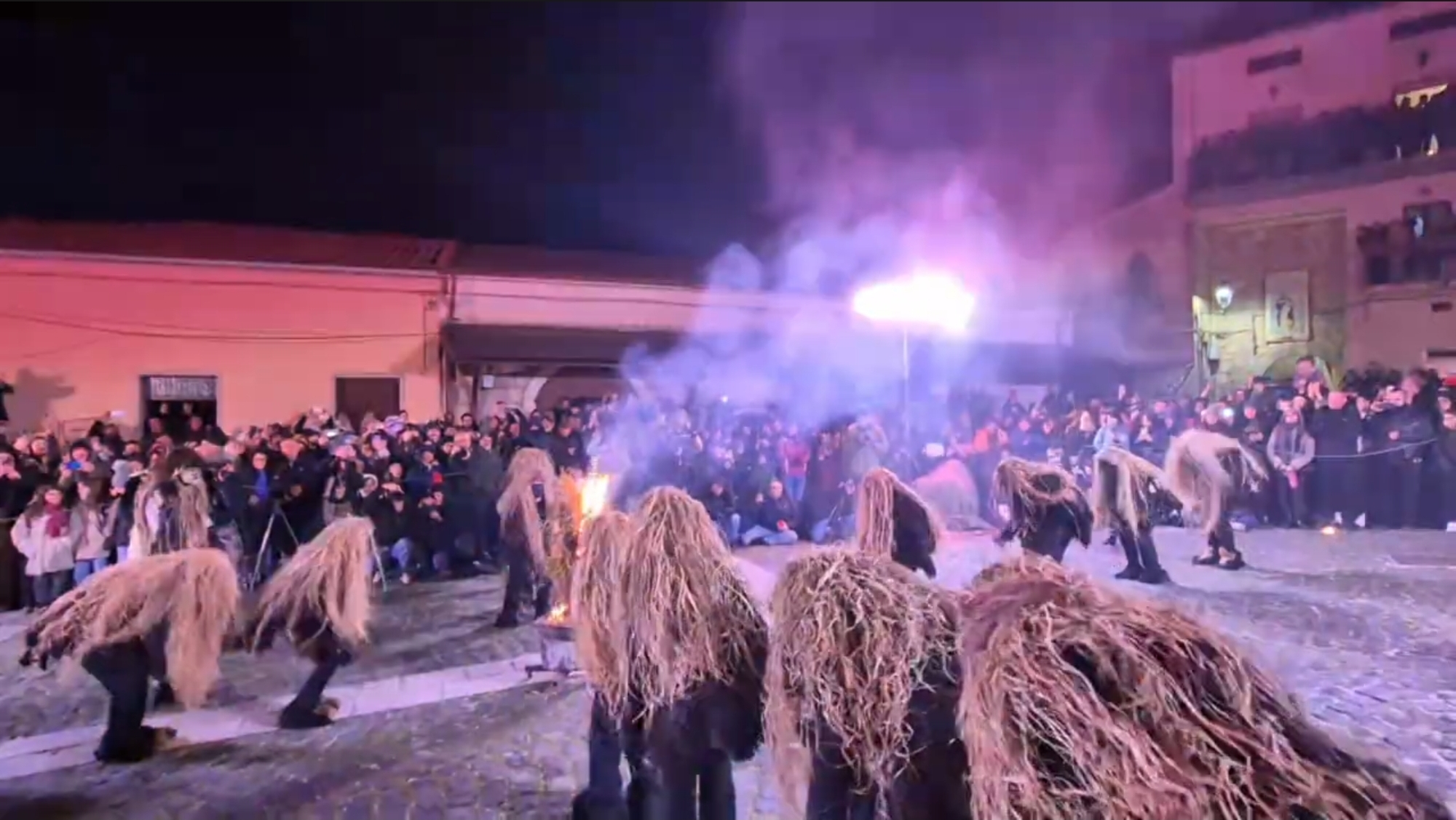
La danza delle Janare
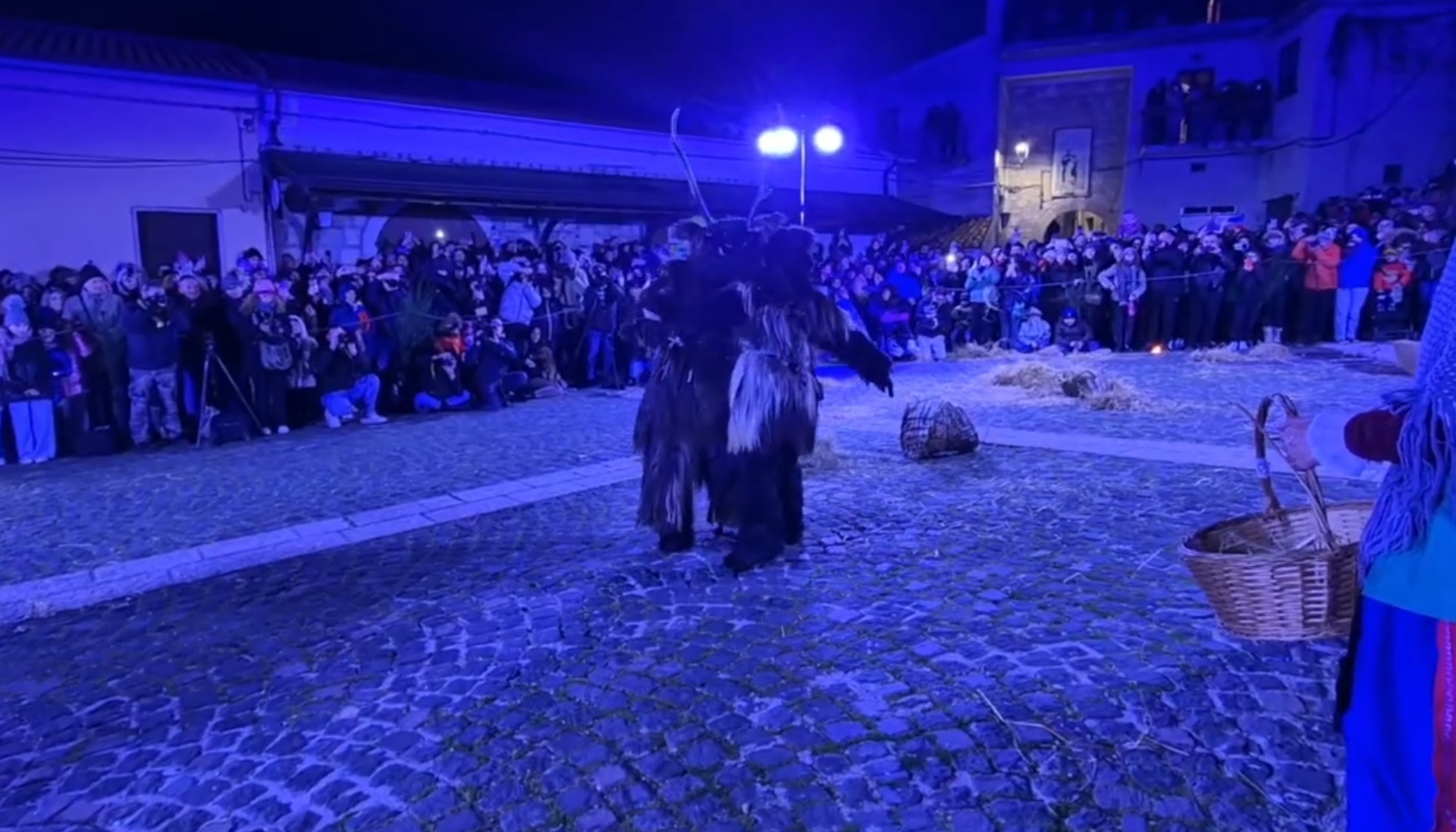
I Cervi si abbracciano
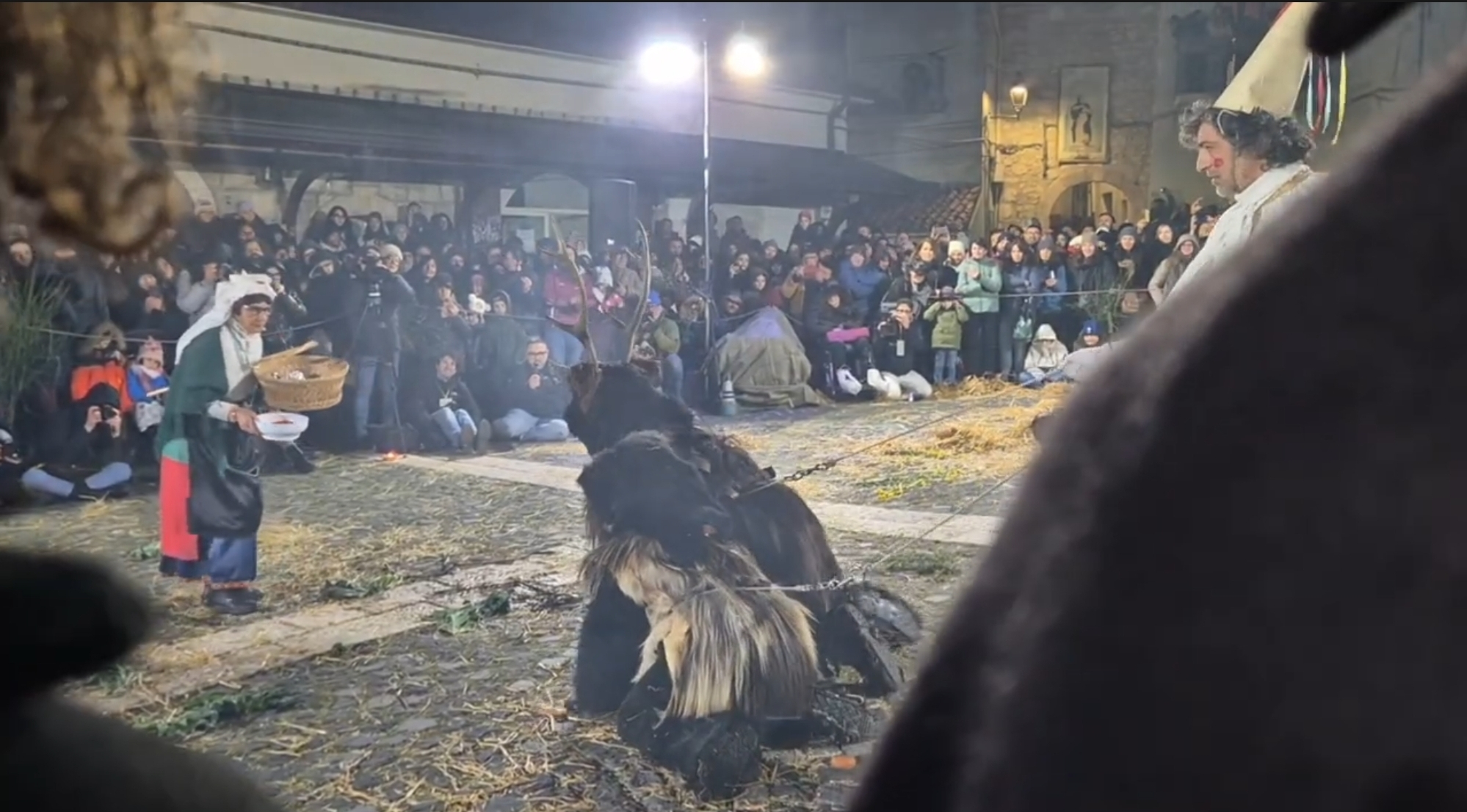
La popolana prende in giro i cervi